# Iacob Burghiu
Iacob Burghiu (în rusă Якоб Бургиу) (n. 3 iulie 1941, satul Zăicani, raionul Rîșcani - d. 28 iunie 2003, Chișinău) a fost un prozator și regizor de film din Republica Moldova.

## Biografie
Iacob Burghiu s-a născut la data de 3 iulie 1941, în satul Zăicani din raionul Rîșcani. A absolvit Facultatea de Fizică și Matematică din cadrul Institutului "Aleco Russo" din Bălți (1957). Pasionat de teatru, renunță la cariera de profesor și se dedică scenei. Astfel, el devine actor la Teatrul dramatic "Vasile Alecsandri" din Bălți (1958-1960) și la Teatrul "Luceafărul" din Chișinău (1960-1964). 
Între anii 1964-1968 urmează studii de regie de film la Institutul Unional de Cinematografie din Moscova - VGIK (1964-1968) la clasa maestrului Igor Talankin. După absolvirea acestei școli, este angajat ca regizor la studioul "Moldova-film", unde lucrează în perioada 1968-1987. 
În paralel cu activitatea cinematografică, Iacob Burghiu se remarcă și ca un talentat prozator. El debutează în anul 1966 cu volumul Soarele în cârji. Este membru al Uniunii Scriitorilor din 1967 și al Uniunii Cineaștilor din 1975. După ce în perioada 1987-1989 a fost consultant la secția dramaturgie a Uniunii Scriitorilor, odată cu redeșteptarea sentimentului național din Republica Moldova va ocupa diverse funcții în cadrul Ministerului Culturii, inclusiv pe cea de viceministru. 
A îndeplinit funcția de vicepreședinte al Uniunii Scriitorilor, precum și pe cea de consilier la Președinția Republicii Moldova în problemele culturii și cultelor (1997-2001). Ca o recunoaștere a meritelor sale în domeniul culturii, Iacob Burghiu a primit Medalia "Mihai Eminescu" (1996) și titlul de Maestru în Artă (1999). 
Regizorul și scriitorul Iacob Burghiu a încetat din viață la data de 28 iunie 2003, în municipiul Chișinău. 

## Filmografie

### Regizor

#### Filme de ficțiune
- Povârnișul (1970)
- Casă pentru Serafim (1973)
- Colinda (1968)
- Nu crede țipătului păsării de noapte (1976)
- Fii fericită, Iulia! (1983)

#### Filme documentare
- O singură zi ("Telefim-Chișinău", 1965)
- Paralela 47 (1966)
- Balada lemnului ("Moldova-film", 1975)
- Patria nu-i va uita, 1975;
- Surorile (1978)
- Mama (1978)
- Vlad Ioviță (1985)

### Scenarist
- O singură zi ("Telefim-Chișinău", 1965)
- Codrii (1978)
- Vlad Ioviță (1985)